# Stadion Chamartín
Stadion Chamartín je bivši stadion madridskog Reala. Realu je tada bilo predbacivano što igra na malim stadionima Campo de Ciudad Linealu i Campo de O'Donnellu. Odlukom je kupljena zemlja u općini Chamartín de la Rosa. Počela je gradnja novog stadiona za potrebe Reala, a stadion se počeo graditi između ulica Arenal i Alfredo Calderon.
Bivši nogometaš madridskog Reala koji je nakon završene karijere postao arhitektom,  José María Castell, odabran je za ovaj projekt. Prije toga je sagradio stadion Atleticu iz Madrida, Metropolitano de Madrid. Chamartín je također sadržavao bazene, teniska igrališta te još mnoge ostale atrakcije.
Klub je za ovu investiciju morao uzeti kredit od pola milijuna peseta. Stadion je otovoren 17. svibnja 1924. uoči blagdana svetog Isidra. 
Real je stadion otvorio utakmicom s tadašnjim engleskim prvakom Newcastleom. Real je pobijedio rezultatom 3:2, a prvi pogodak na stadionu dao je Félix Perez. Nakon što je i ovaj stadion postao premalen, sagrađen je novi stadion koji je dobio ime Nuevo Chamartín, a koji će poslije dobiti ime Santiago Bernabéu.
Real je posljednju utakmicu na ovom stadionu odigrao 16. svibnja 1946. protiv Malage.